# Dialeurolonga subrotunda
Dialeurolonga subrotunda là một loài côn trùng cánh nửa trong họ Aleyrodidae, phân họ Aleyrodinae.
Dialeurolonga subrotunda được Takahashi miêu tả khoa học đầu tiên năm 1955.